# میرکو الیس
میرکو الیس (انگلیسی: Mirko Ellis؛ ۴ سپتامبر ۱۹۲۳ – ۱۱ سپتامبر ۲۰۱۴) بازیگر اهل سوئیس بود. 
از فیلم‌ها یا برنامه‌های تلویزیونی که وی در آن نقش داشته است می‌توان به شورش گارد پرتورین، سرخ و سیاه، هانیبال، گلادیاتور رم، یورش بزرگ و عاشقان پیشین اشاره کرد.